# Saint-Jean-le-Centenier
Saint-Jean-le-Centenier é uma comuna francesa na região administrativa de Auvérnia-Ródano-Alpes, no departamento de Ardèche. Estende-se por uma área de 15,16 km². Em 2010 a comuna tinha 823 habitantes (densidade: 54,3 hab./km²).